# Gonatas germari
Gonatas germari es una especie de coleóptero de la familia Passalidae.

## Distribución geográfica
Habita en Java, Nueva Guinea y Australia.